# OPENSTEP
Pour l’article homonyme, voir OpenStep.
OPENSTEP (en majuscules) est l'implémentation d'OpenStep par NeXT, et enrichie de nouvelles fonctions. Il constitue la version 4 de NeXTSTEP. NeXT a publié les spécifications d'OPENSTEP, en faisant une sur-couche des spécifications originales de NeXT et Sun.
Il évolua, à la suite du rachat de NeXT par Apple en 1996, en Rhapsody (NeXTSTEP version 5), puis en Mac OS X.